# 학보
학보(郝普, ? ~ ?)는 중국 후한 말 ~ 삼국 시대 오나라의 정치인이다. 자는 자태(子太)이며 형주 의양군(義陽郡) 사람이다. 원래 유비 밑에 있다가 손권에게 귀순하였다.

## 생애

### 유비 휘하의 행적
214년(건안 19년), 익주를 평정한 유비는 학보를 영릉태수에 임명하여 관우의 밑에 두었다. 이 해에 손권은 유비가 반환을 주저하고 있던 장사·영릉·계양의 3군에 태수를 파견하였는데, 관우는 이들을 쫓아내었다. 이에 손권은 친히 군세를 이끌고 육구(陸口)에 주둔하였고, 노숙을 파구(巴丘)에 주둔시켜 관우를 포위하였으며 여몽에게 3군을 공격하도록 하였다. 장사군과 계양군은 바로 항복하였으나, 영릉군의 학보는 항복하지 않고 그대로 수비하였다.
곧 유비가 군세를 이끌고 공안(公安)에 주둔하였고, 관우는 3군을 탈환하기 위하여 장사군 익양현(益陽縣)으로 향하였다. 손권은 여몽에게 노숙을 구원할 것을 명하였는데, 이때 여몽은 학보의 옛 친구인 남양군 사람 등현지(鄧玄之)를 불러들였다. 여몽은 등현지를 영릉으로 보내어 학보에게 "유비는 한중(漢中)에서 하후연에게 포위당하였고, 관우는 손권이 남군에서 격파하였다"라고 거짓 정보를 일러주도록 하였다. 등현지의 말을 들은 학보는 전의를 잃어 항복하였으나, 여몽을 만난 후 등현지의 말이 거짓이었음을 알게 되자 부끄러운 나머지 그 자리에서 엎어지고 말았다.
그 후 유비와 손권은 화친하였고, 학보는 유비에게 돌아갔으나 얼마 후 손권에게 갔으며 정위(廷尉)까지 승진하였다.

### 죽음
230년(황룡 2년), 동오에 투항한 청주 사람 은번(隱蕃)은 그 재능으로 인하여 정위감(廷尉監)에 임명되었다. 학보는 은번과 친하게 지내었으며, 좌장군(左將軍) 주거와 함께 은번이 왕좌지재(王佐之才 : 왕을 보좌할 만한 재능이 있음)라며 칭찬하였고 심지어는 은번이 높은 자리에 오르지 못함을 불평할 정도였다. 그러나 은번은 사실 위나라에서 보낸 첩자임이 밝혀졌고, 손권은 은번을 죽였다. 학보 또한 손권이 책임을 추궁하자 스스로 목숨을 끊었다.